# John Pratt (3e marquis Camden)
Pour les articles homonymes, voir John Pratt (homonymie) et Pratt.
John Charles Pratt, 3e marquis Camden (30 juin 1840 - 4 mai 1872), titré vicomte Bayham en 1840 et comte de Brecknock entre 1840 et 1866, est un homme politique libéral britannique.

## Biographie
Il est né à Belgrave Square, à Londres, fils aîné de George Pratt (2e marquis Camden) et de Harriet, fille de George Murray, évêque de Rochester. Il fait ses études au Trinity College, à Cambridge, où il obtient une maîtrise en 1860. En février 1866, il est élu au parlement pour Brecon. Cependant, en août de la même année, il succède à son père comme marquis et entre à la Chambre des lords.
Il épouse Clementina Augusta, fille de George Spencer-Churchill (6e duc de Marlborough) en 1866. Ils ont trois fils (dont les deux aînés sont morts en bas âge) et une fille. Il meurt à Eaton Square, Londres, en mai 1872, à l'âge de 31 ans. Son troisième, mais unique fils survivant, John Pratt (4e marquis Camden), lui succède. La marquise Camden épouse le capitaine Philip Green, son second mari, en 1876. Elle est décédée en mars 1886, à l'âge de 37 ans.